# L'Homme de Londres (film, 2007)
Pour les articles homonymes, voir L'Homme de Londres (homonymie).
Pour plus de détails, voir Fiche technique et Distribution.
L'Homme de Londres (A londoni férfi) est un drame franco-germano-hongrois co-écrit et réalisé par Béla Tarr, sorti en 2007
Il s'agit d'une adaptation du roman éponyme de Georges Simenon.

## Fiche technique
- Titre original : A londoni férfi
- Titre francophone : L'Homme de Londres
- Réalisation : Béla Tarr
- Scénario : Béla Tarr et László Krasznahorkai, d'après L'Homme de Londres écrit par Georges Simenon
- Musique : Mihály Vig
- Décors : Ágnes Hranitzky (en), László Rajk, Jean-Pascal Chalard
- Costumes : János Breckl
- Photographie : Fred Kelemen
- Montage : Ágnes Hranitzky (en)
- Production : Humbert Balsan, Christoph Hahnheiser, Paul Saadoun, Gábor Téni, Joachim von Vietinghoff
  - Co-production : Miriam Zachar
  - Production exécutive : Wouter Barendrecht, János Hevesi T., Juliusz Kossakowski
  - Production associée : Béla Tarr
- Sociétés de production : 13 Productions, TT Filmmuhely, Cinéma Soleil
- Sociétés de distribution : Shellac (France)
- Pays de production :  France,  Allemagne,  Hongrie
- Langue originale : anglais, français
- Format : noir et blanc - 1.66:1 - 35 mm - Dolby Digital
- Genre : Drame
- Durée : 145 minutes
- Dates de sortie :
  - France : 23 mai 2007 (Festival de Cannes 2007), 24 septembre 2008 (sortie nationale)

## Distribution
- Miroslav Krobot : M. Malouin
- Tilda Swinton : Camelia Malouin
- Erika Bók (en) : Henriette Malouin
- Gyula Pauer : le barman
- János Derzsi : M. Brown
- Ági Szirtes : Mme Brown
- István Lénárt : Morrisson
- Kati Lázár : la femme du boucher

## Distinctions

### Sélection
- Festival de Cannes 2007 : sélection officielle, en compétition